# Chlorodynerus kelidopterus
Chlorodynerus kelidopterus är en stekelart som först beskrevs av Kohl 1907.  Chlorodynerus kelidopterus ingår i släktet Chlorodynerus och familjen Eumenidae. Inga underarter finns listade i Catalogue of Life.